# Ossaudalen
Ossaudalen (occitansk: Aussau / la vath d'Aussau) er en dal på nordsiden af Pyrenæerne. Den ligger i departementet Pyrénées-Atlantiques og dermed i regionen Aquitaine. Indbyggerne kaldes ossalois.

## Etymologi
I 1127 hed dalen valis ursaliensis, dvs. ”bjørnedalen”. Senere kom den til at hedde Orsal og Ossau. Der findes to modstridende teorier om oprindelsen til navnet Ossau. Den ene bygger på navnet på den pyrenæiske flod Ourseeller Ousse. Den anden bygger på det spanske dyrenavn oso (= ”bjørn”)

## Geografi
Ossaudalen er én af de tre store dale i Béarns bjerge. Den strækker sig ca. 50 km fra nord til syd fra Rébénacq (15 km fra Pau) til Pourtaletpasset (ved den spanske grænse). Den rummer to kantoner: I den laveste del af dalen finder man kantonen Arudy på Pyrenæernes forbjerge, og i den højeste del af dalen har man kantonen Laruns, som dækker den nederste, den midterste og den højeste del af bjergene. Dalen domineres af Pic du Midi d'Ossau, der når op i 2.884 m højde.
Ossaudalen ligger i det høje Béarn, dvs. syd for Pau, og den afvandes af Ossaufloden, der sammen med Aspefloden danner Oloronfloden i Oloron-Sainte-Marie.
I Béarn er Ossaudalen den østligste af de tre hoveddale, som går på tværs af Pyrenæerne. Det er også en dal med evig sne, som giver sit symbol til dalen, til byen Pau og til hele Pauområdet, dvs. Pic du Midi d'Ossau.
Den har forbindelse til Ouzomdalen og Lavedan mod øst via Aubisquepasset og med det Aragonien mod syd via Pourtaletpasset.
I dalens landsbyer er dyrkningsjorden ordnet langs snævre veje, der følger skråningerne. Køkkenhaver, frugthaver og græsgange følger efter hinanden efterhånden som man fjerner sig fra bebyggelserne og nærmer sig skoven. Dette arrangemant forklarer den usædvanlige sammenhæng mellem landsbyerne og landskabet.

## Historie
Ossaudalens våbenskjold: bjørnen og koen, ses på facaden af borgmesterkontoret i Aste-Béon. Det hænger sammen med et sagn, som fortæller, at vicomten af Béarn udfordrede ærkebispen af Morlaàs ved at påstå, at én af hans køer ville vinde en kamp mod bispens bjørn, hvad der også blev tilfældet ... Som symbol på hyrdedrift er koen dronning i hjertet hos dalens indbyggere.

## Administration
Der er 18 kommuner i Ossaudalen: Arudy, Aste-Béon, Béost, Bescat, Bielle, Bilhères, Buzy, Castet, Eaux-Bonnes, Gère-Bélesten, Izeste, Laruns, Louvie-Juzon, Louvie-Soubiron, Lys, Rébénacq, Sainte-Colome og Sévignacq-Meyracq.
Disse kommuner har ikke dannet noget kommunalt fællesskab, men de indgår enkeltvis i landskabet Oloron og Øvre-Béarn ved siden af de kommunale fællesskaber Piémont Oloronais, Josbaig, Aspedalen og Barétousdalen.

## Seværdigheder
- Bjergbanen i Artouste er den højest beliggende i Europa, og turen giver adgang til storslåede panoramaer.
- Den museumsgeografiske Gribbeklint giver muligheder for at opleve fritlevende Gåsegribbe og Ådselsgribbe.
- Indgangen til Pyrenæernes nationalpark viser forslag til udflugter og vandreture med parkens naturvejledere.
- Naturområdet ved Castetsøen rummer oplevelser af ferskvands- og vådbundsområder.
- Afmærkede vandreruter gennem naturområder: GR 10, Jakobsvejen, fodturen gennem Ossaudalen og afmærkede landeveje i naturparken og gennem landsbyerne.
- Oplevelse af hyrdedrift, sæterne og festerne, når dyrene bliver drevet derop, fremstilling af Ossauostene og ostemarkedet i Laruns.
- Skisportstederne i Gourette og Artouste.

## Eksterne links
- Ossaudalens officielle turistside (fransk)
- Forum for Ossaudalen (fransk)
- Fotografier, især af Pic du Midi d'Ossau (fransk)
- Fotografier fra Artoustesøen Arkiveret 14. oktober 2007 hos  Wayback Machine (fransk)